# Louis Aubert (homme politique)
Pour les articles homonymes, voir Aubert et Louis Aubert.
Louis, Félix, Hyppolyte Aubert, né le 25 août 1878 à Mayenne (Mayenne), mort le 18 mai 1944 aux Sables-d'Olonne (Vendée), est un distributeur et producteur de cinéma, devenu ensuite homme politique français.

## Biographie
Louis Aubert est le fils d'un important entrepreneur de travaux publics, vice-président de la Chambre des entrepreneurs de travaux publics de France, et le neveu de Georges Batiot, avocat et député de la Vendée de 1893 à 1898, maire et conseiller général de Talmont.
Après des études d'agronomie, Louis Aubert s'oriente d'abord vers l'industrie naissante du cinéma, fondant en 1907 une société de location et d'importations de films, et se lance dans la distribution de films et se fait connaître en diffusant certaines des premières grandes productions internationales, comme l'adaptation italienne du roman Quo Vadis. Puis en 1911, il fonde une maison de fabrication d'appareils cinématographiques sous l'appellation de Compagnie générale du cinématographe au 19 rue Richer. Le 18 février 1914, elle devient les Établissements L. Aubert. En 1913, il crée la chaîne de salles appelées Aubert Palace. En 1919, il reprend avec Marc Sandberg le département production de la Société française des films et cinématographes Eclair, qui rivalise avec les maisons Pathé et Gaumont. De 1926 à 1928, il occupe la présidence de la Chambre syndicale française de Cinématographie. À la fin des années 1920, il est l'introducteur en France du film parlant. En mars 1928, Aubert fusionne avec la Franco-Film, société de production, propriétaire des studios de la Victorine à Nice. En 1930, la société Aubert-Franco-Film s’associe avec la Gaumont pour donner naissance à Gaumont-Franco-Film-Aubert (G.F.F.A.).
Il devient alors conseiller du commerce extérieur. Il est également président des Établissements Lumière de Lyon. Il continue cependant de s'intéresser au cinéma, puisqu'il produit les premiers films de Sacha Guitry.
Il se tourne cependant vers la politique. En mai 1932, il est élu député de la Vendée dans la circonscription des Sables-d'Olonne, sous l'étiquette Radical indépendant, réélu en 1936. À la chambre, il est un député actif mais sur des dossiers essentiellement techniques. 
En janvier 1936, il revient dans la production cinématographique en fondant Cinéas. Réélu la même année, le 10 juillet 1940, il vote en faveur des pleins pouvoirs au Maréchal Pétain.
Grand admirateur du sculpteur Antoine Bourdelle, il fonde l'association des amis de l'artiste, et envisage de confier à Auguste Perret le soin de construire à Châtillon un musée consacré à cet artiste.
Il meurt de façon prématurée en mai 1944.

## Filmographie non exhaustive en tant que producteur
- 1909 : Giulio Cesare de Giovanni Pastrone
- 1921 : L' Atlantide de Jacques Feyder
- 1925 : Salammbô de Pierre Marodon
- 1936 : Le Nouveau testament de Sacha Guitry et Alexandre Ryder

## Sources
- « Louis Aubert (homme politique) », dans le Dictionnaire des parlementaires français (1889-1940), sous la direction de Jean Jolly, PUF, 1960 [détail de l’édition]